# Kimika Yoshino
Kimika Yoshino (japanisch 吉野 公佳, Yoshino Kimika; * 5. September 1975 in Odawara, Präfektur Kanagawa) ist eine japanische Schauspielerin, Fotomodell (Gravure Idol) und Popsängerin. Bekannt ist sie hauptsächlich durch den Film Gozu, in dem sie die Rolle der Sakiko spielte. Ihr Debüt hatte sie 1994 in einer Bademodenkampagne von Toyobo.

## Filmografie
- 1995: Help! (Fernsehserie)
- 1995: Eko Eko Azarak: Wizard of Darkness (Eko eko azaraku)
- 1996: Eko Eko Azarak II: Birth of the Wizard (Eko eko azaraku II)
- 1996: Acri
- 1996: Baja Run
- 1998: Eko eko azaraku 3: The Dark Angel (Eko eko azaraku III)
- 1998: Unlucky Monkey – Des Wahnsinns fette Beute (Anrakkî monkî)
- 2002: Paato-taimu tantei (Fernsehfilm)
- 2003: Gozu (極道恐怖大劇場 牛頭 ＧＯＺＵ)
- 2003: Sky High
- 2004: Eiko
- 2004: Tokyo Noir
- 2005: Fantastipo
- 2005: Genkaku
- 2006: Waru
- 2006: Kyoufu-izonsho
- 2006: Jigoku Shōjo (Fernsehserie, eine Folge)
- 2007: Black Belt (Kuro-obi)
- 2007: Tôbô kusotawake
- 2007: Onsen maruhi daisakusen! 4: Noto hantô Wajima onsen wo meguru kyûkyoku no zuwaigani to dentô no waza Wajima-nuri no bi ni kakusareta renzoku satsujin no nazo! (Fernsehfilm)
- 2007: Chacha
- 2010: Kyôfu